# Bellatrix
Bellatrix (Gamma Orionis, γ Ori) – trzecia co do jasności gwiazda w gwiazdozbiorze Oriona.
Jest odległa od Słońca o 252 lata świetlne.

## Nazwa
Nazwa własna gwiazdy, Bellatrix, pochodzi z łaciny i znaczy „wojowniczka”. Pierwotnie odnosiła się do Kapelli w gwiazdozbiorze Woźnicy. Była też znana jako „gwiazda amazonek”. Nazwa wywodzi się zapewne od języka arabskiego ‏نجيد‎ Najīd, „zdobywca”, co zostało dość swobodnie przełożone na obecną formę w średniowiecznych „tablicach alfonsyńskich”. Międzynarodowa Unia Astronomiczna formalnie zatwierdziła użycie nazwy Bellatrix dla określenia tej gwiazdy.

## Charakterystyka obserwacyjna
Gwiazda znajduje się na lewym barku postaci Oriona. Świeci z wielkością obserwowaną 1,64 magnitudo. Jej absolutna wielkość gwiazdowa to −2,80m. Jest to gwiazda zmienna, jej jasność zmienia się z nieznanym okresem w zakresie 1,56m–1,64m.
Bellatrix obecnie oddala się od Słońca, ale 3,8 miliona lat temu przeszła w odległości 22,6 parseka od niego. Świeciła wówczas na ziemskim niebie z wielkością −1,03m (obecnie Syriusz jest jaśniejszy, ale następny co do jasności Kanopus świeci słabiej).

## Właściwości fizyczne

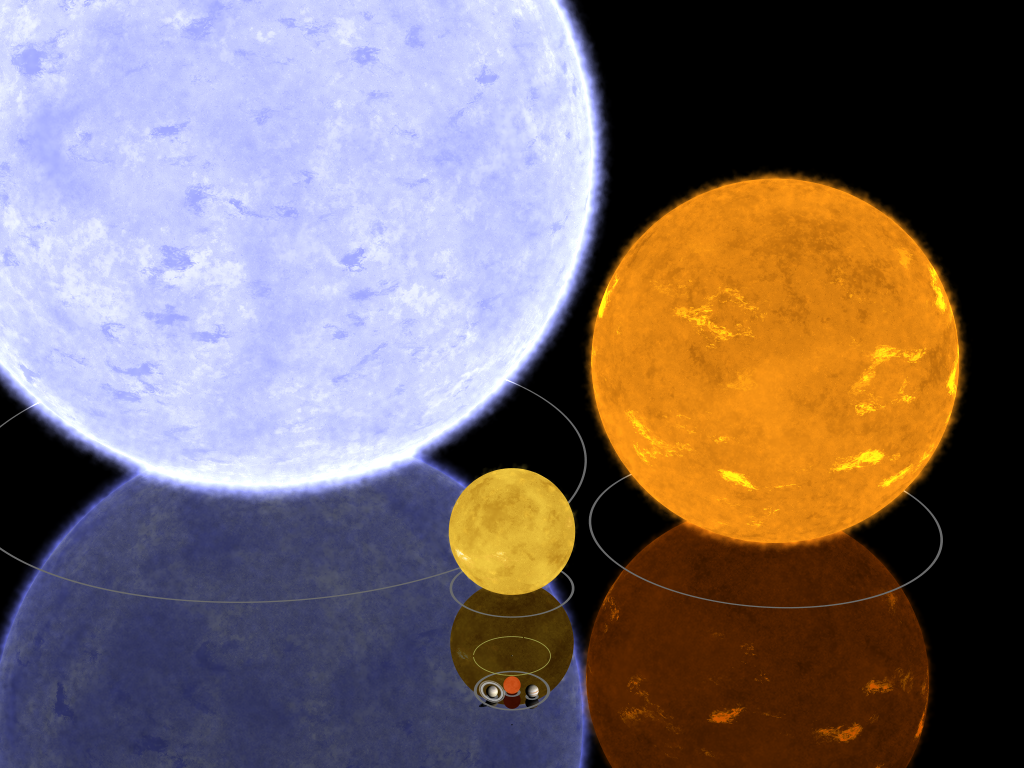
Porównanie wielkości Bellatrix, Słońca (w centrum) i Algola. W dolnym rzędzie: Saturn, gwiazda OGLE-TR-122b i Jowisz

Jest to błękitna gwiazda ciągu głównego należąca do typu widmowego B2, dawniej klasyfikowana jako błękitny olbrzym. Należy do najgorętszych gwiazd widocznych gołym okiem, ma temperaturę 21 750 K, a jej jasność przekracza 7100 razy jasność Słońca. Jej masa jest równa 9 M☉, ma ona około 20 milionów lat i dopiero za około 7 milionów lat zakończy syntezę wodoru w hel i stanie się prawdziwym olbrzymem. Z tak dużą masą gwiazda może wybuchnąć jako supernowa, choć może także umrzeć spokojniej, pozostawiając po sobie masywnego białego karła. Promień tej gwiazdy został zmierzony interferometrycznie i zgadza się z ocenami teoretycznymi – jest on 6 razy większy niż promień Słońca.
Gwiazda ma kilka towarzyszek. Gamma Orionis B o wielkości 13,13m jest oddalona o 178 sekund kątowych,  oddalenie to nie zmieniło się od 1838 do 2009 roku. To wskazuje, że może być związana grawitacyjnie z Bellatrix. W tym przypadku jest to czerwony karzeł reprezentujący typ widmowy M0 o masie około 0,5 M☉, oddalony o co najmniej 13 800 au i okrążający jaśniejszą towarzyszkę w czasie co najmniej 525 tysięcy lat. Bellatrix towarzyszą na niebie także trzy gwiazdy około 20m, odległe o 5,8″, 10,4″ i 12,4″, które mogą być tylko przypadkowymi sąsiadkami, położonymi w innej odległości.